# Citibank
Citibank est une banque américaine, faisant partie de Citigroup.
Fondée en 1812, sous le nom de City Bank of New York, puis de First National City Bank of New York, présente dans une quinzaine de pays, elle est, en 2023, en termes d'actifs, la quatrième banque américaine.

## Histoire

### XIXesiècle
Le fondateur et premier président est le négociant et homme politique Samuel Osgood (en) (1747-1813), nommé à ce poste le 16 juin 1812. Le siège est situé à la pointe sud de Manhattan, près de Wall Street.
Le 19 mars 1831, Edward Smith devient l'un des premiers braqueurs de banque américain, dérobant 245 000 dollar en or dans l'agence de Wall Street. 
La panique financière de 1837 permet à Moses Taylor (en) (1806-1882) de prendre le contrôle de la compagnie : il s'appuiera sur cette banque pour bâtir un immense empire financier, pesant 70 millions de dollars à sa mort. En 1865, l'adresse du siège devient le 55 Wall Street — le National City Bank Building.
Durant la Guerre civile américaine, la banque garantit un grand nombre d'emprunts au titre de l'Union, soit des obligations pour un montant de 50 millions de dollars. En 1899, elle est également la banque de transaction des 5 millions de dollars donnés à l'Espagne pour l'acquisition des Philippines. Parmi les directeurs au tournant du siècle, on trouve James Stillman : en 1895, elle devient la première banque américaine.

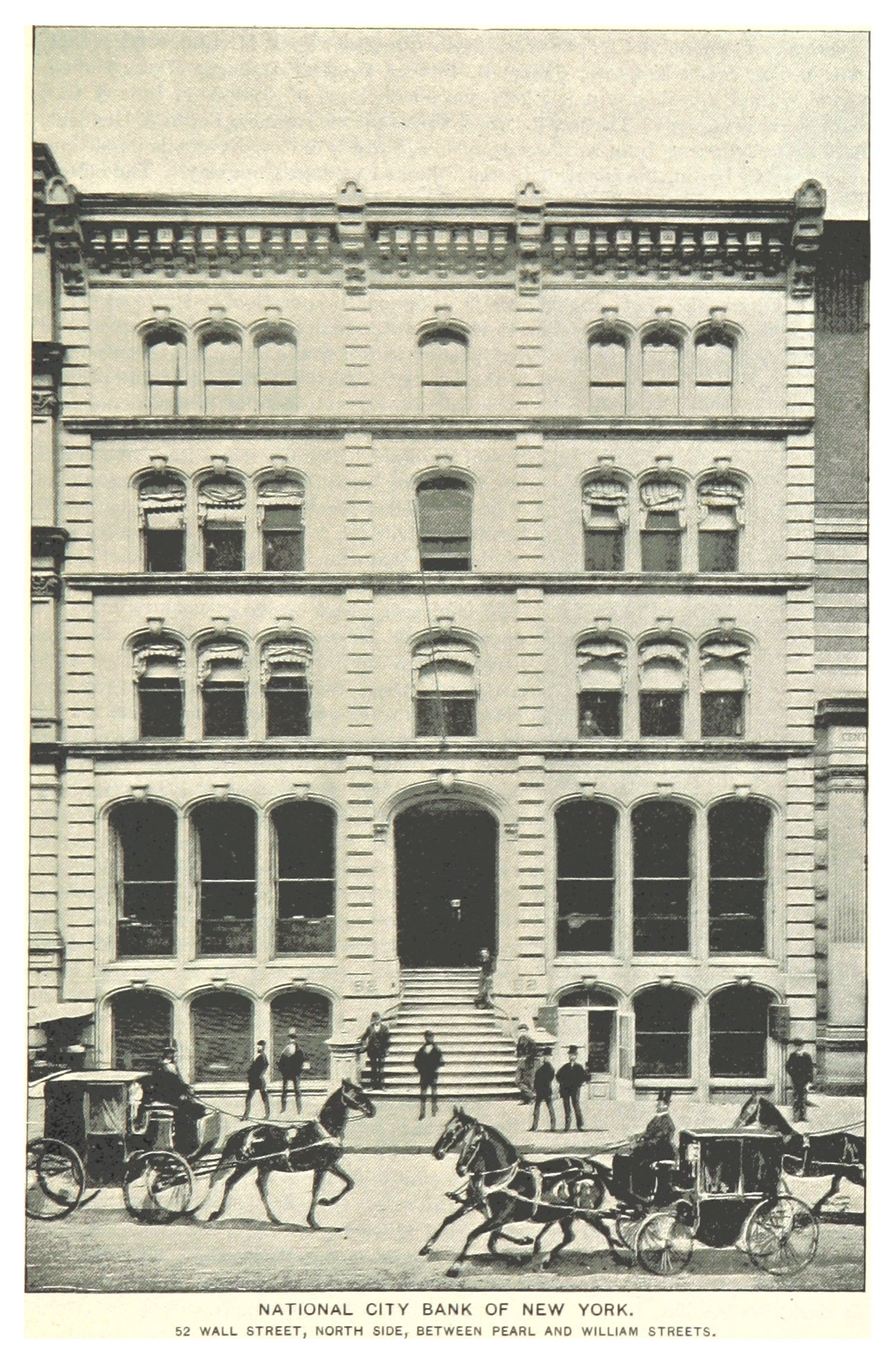
Le 55 Wall Street en 1893.

### XXesiècle
La National Citibank est la première banque américaine à ouvrir une filiale à l'étranger : Londres (1901), Shanghai et Calcutta (1902), puis Buenos Aires (1914). Les trois premières filiales l'avaient été sous le nom de l'International Banking Corporation (IBC), une structure contrôlée indirectement par la National Citibank. Le Federal Reserve Act (en) (1913) permet de légaliser le développement international. IBC fusionne officiellement avec la National en 1918, année durant laquelle est évacuer et clôturer l'agende de Pétrograd.
La banque joue un rôle essentiel dans l'invasion et l'occupation d'Haïti par les États-Unis en 1915. Depuis 1906, le pays est dans le champ d'application de la « diplomatie du dollar » et le département d’État fait pression en 1910-1911 sur Port-au-Prince pour assurer l'entrée de la National City Bank dans le capital de la Banque nationale de la république d'Haïti. Le vice-président de la Banque nationale, Roger L. Farnham, définit le plan qui sera adopté par le département d’État. Il s'agit, à la faveur d'une occupation militaire, de contrôler l’ensemble de l’administration et ainsi de favoriser les intérêts économiques américains dans le pays. En dépit d'une forte pénétration par les capitaux américains de l’économie haïtienne (chemins de fer, transports urbains, électricité, etc), la Constitution refusait aux étrangers le droit de propriété immobilière, les tenant éloignés de nombreux secteurs (sucre, café, coton, tabac, bois, etc). Dès lors, la National City Bank s’emploie à conquérir de l'intérieur l'institution tout en essayant d'acculer les gouvernements haïtiens, endettés, à accepter le contrôle des douanes. En décembre 1914, des troupes américaines s’emparent de fonds publics contenus dans la banque et les transfèrent aux États-Unis, malgré les protestations haïtiennes contre ce qu'elles jugent être un « acte de piraterie internationale ». En 1920, la Commission des finances du Sénat des États-Unis estime que la banque a réalisé ses meilleurs gains grâce aux intérêts perçus sur la dette haïtienne — les actifs s'élèvent alors à 1 milliard de dollar.
En 1921, Charles E. Mitchell (en) est nommé président. Sous sa direction, la banque donne un nouveau développement à l'international, totalisant 100 filiales à l'étranger en 1930. Selon certains économistes, cette politique d'expansion ne serait pas étrangère au krach d'octobre 1929 ; Mitchell est démissionné en 1933 et est traduit en justice, la Pecora Commission nommée par le Sénat lui impute la responsabilité des pertes affichées par la banque, soit plus de 10 millions de dollars. 
En 1940 et 1941, ses filiales allemandes et japonaises sont fermées. En 1944, la banque détient pour 5,6 milliards de bons du Trésor américain US War Bonds.
En 1952, James Stillman Rockefeller est élu président, poste qu'il occupe jusqu'en 1967. En 1955, elle fusionne avec la First National Bank et est rebaptisée The First National City Bank. En 1969, Franklin A. Thomas (en) est nommé directeur, et devient ainsi le premier directeur bancaire d'origine afro-américaine du pays — en 1979, il est nommé président de la Ford Foundation.
Dans les années 1960, elle participe activement au développement du système de carte de paiement ; elle devient partie prenante dans la création de Mastercard.
En 1974 est fondé Citigroup, qui englobe les activités de la Citibank.
En 1981, Citibank transfère ses opérations de cartes de crédit à Sioux Falls, dans le Dakota du Sud. Citibank emploie désormais plus de 2 900 personnes dans la ville, et plus de 16 000 emplois associés au secteur financier dans la région métropolitaine, pour une population qui s'élève à 230 000 habitants. Selon la Federal Deposit Insurance Corp., le Dakota du Sud détient plus d'actifs bancaires — 2 500 milliards de dollars — que tout autre État du pays.

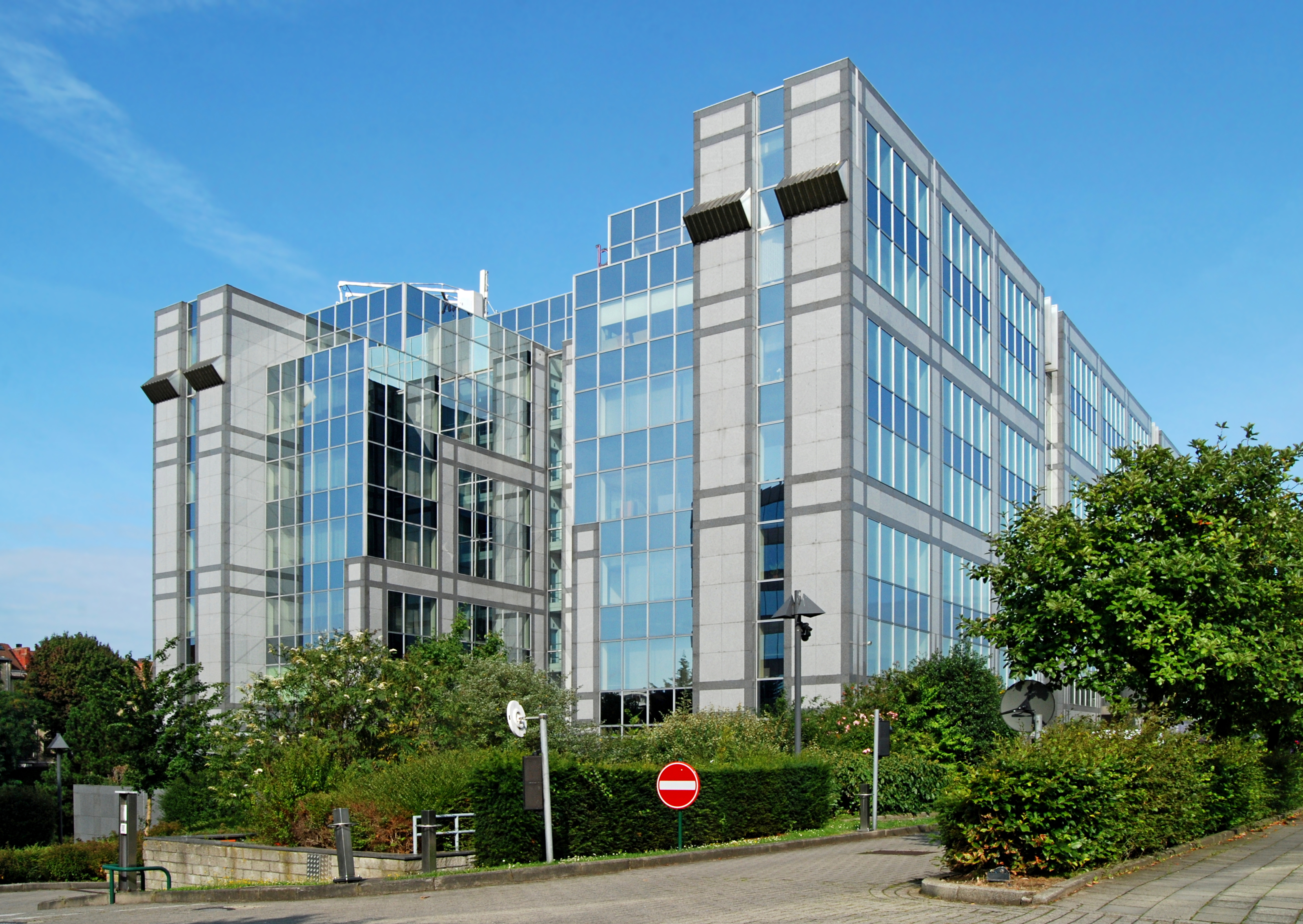
« La Plaine », ancien siège de Citibank en Belgique (Montois Partners - 1995).

Le 7 avril 1998 est fondé Citigroup, issue de la fusion de Citicorp avec Travelers Group.

### Depuis 2000
En 2015, le Bureau de la protection financière des consommateurs (CFPB) a ordonné à Citibank de payer 700 millions de dollars au titre de l’allègement des consommateurs pour des pratiques illégales en matière de cartes de crédit.
En 2018, la Securities and Exchange Commission a annoncé que la Citibank était tenue de verser plus de 38 millions de dollars pour régler les accusations de traitement inapproprié de "American Depositary Receipts" (ADR) "pré-publiés". La SEC a constaté que Citibank avait incorrectement fourni des ADR à des courtiers dans le cadre de milliers d’opérations préalables à la mainlevée lorsque ni le courtier ni ses clients n’avaient les actions étrangères nécessaires pour prendre en charge ces nouveaux ADR.
Les succursales américaines sont concentrées dans six régions métropolitaines : New York , Chicago , Los Angeles , San Francisco , Washington, DC et Miami.
Citibank est la 4ème banque des États-Unis en termes d’actifs.

## À voir aussi